# Mechnice (Opole)
Pour les articles homonymes, voir Mechnice.
Mechnice est une localité polonaise du gmina de Dąbrowa dans la voïvodie et le powiat d'Opole.